# Macédoine-Occidentale
La Macédoine-Occidentale (en grec moderne : Δυτική Μακεδονία) est une des treize périphéries de Grèce divisée en quatre districts régionaux : Flórina, Grevená, Kastoriá et Kozáni. Depuis le programme Kallikratis de 2011, cette région fait également partie du diocèse décentralisé d'Épire-Macédoine occidentale.

## Géographie

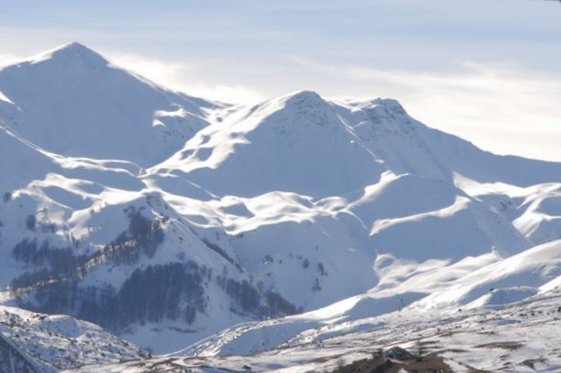
Le mont Vernon vu de Kastoriá, en hiver : un paysage grec peu présent dans l'esprit des touristes.

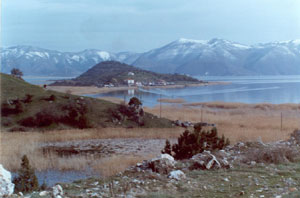
La partie grecque du lac Prespa.

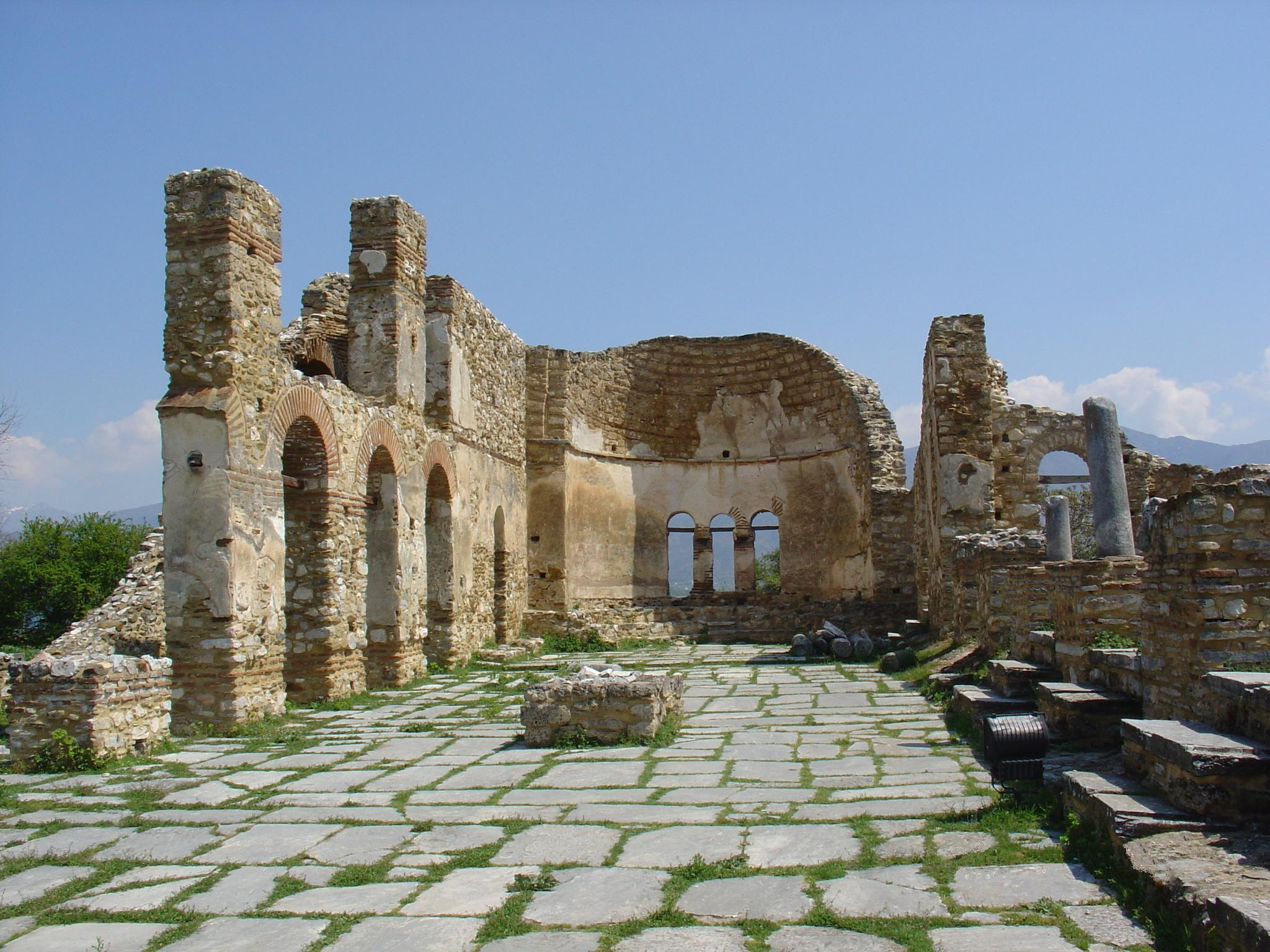
Les ruines de la basilique byzantine Saint-Achille, dans le district régional de Florina, où Theo Angelopoulos tourna plusieurs scènes de L'Éternité et Un Jour.

La Macédoine-Occidentale est la seule périphérie grecque n'ayant pas d'accès à la mer. Elle est formée par deux dépressions, celle de Kastoriá à l'ouest et celle de Ptolémaïs à l'est, dont le fond comporte des lacs, et qui sont séparées par les massifs du Vernon (en), de l'Áskio (en) et du Voúrinos (en), alignés nord-ouest/sud-est. Ces deux dépressions (d'une altitude moyenne de 600 m) exceptées, le reste du pays présente un paysage de collines et de vallées encaissées, couvertes de forêts de cyprès, d'ifs, de maquis et de garrigue, ainsi que de vignes, de vergers et de pâturages. District régional de Flórina mis à part, elle fait partie du bassin versant de l'Aliakmon. Le Pinde la sépare à l'ouest de l'Albanie et de l'Épire, culminant au monts Gramos (2 626 m). Les massifs du Vermion (2 052 m) et de Piérie (Flámbouros, 2 189 m) la séparent de la Macédoine centrale. Au nord, la Macédoine-Occidentale touche au lac Prespa, partagé avec l'Albanie et la Macédoine du Nord, et est frontalière de ces deux États. Au sud, elle est séparée de la Thessalie par les massifs de Chásia (en) (1 564 m) et de Kamvoúnia (1 615 m).
Une voie ferrée relie Flórina, Ptolémaïs et Kozáni à la Macédoine-Centrale et à Thessalonique. La route Igoumenítsa-Thessalonique et l'autoroute Egnatia traversent le pays, avec un important trafic de camions entre l'Italie (d'où arrivent à Igoumenítsa, en Épire, les ferries en provenance d'Ancône, Bari et Brindisi) et la Turquie (par Thessalonique et la Thrace).

## Histoire
Les quatre districts régionaux de la Macédoine-Occidentale ont fait partie du royaume de Macédoine antique, apparu au milieu du VIIe siècle av. J.-C. puis, après 168 avant notre ère, de la province romaine de Macédoine qui s'étendait sur la Macédoine et l'Albanie actuelles, ainsi que sur le nord de la Grèce. À partir du VIIe siècle, la Macédoine-Occidentale est disputée entre l'Empire romain d'Orient (dit byzantin) qui contrôle la Thessalie, l'Épire et les côtes de la Macédoine centrale, et le premier royaume bulgare (suivi, plus tardivement, par le second). À cette époque, des populations slaves et romanes s'ajoutent aux Grecs locaux. Au XIIIe siècle, la Macédoine-Occidentale est un enjeu entre le despotat d'Épire et la Serbie, avant d'être conquise par l'Empire ottoman en 1396. Sous la domination ottomane, aux populations grecques, slaves et romanes s'ajoutèrent des Turcs qui, par ailleurs, convertirent à l'islam une partie des slaves (les Torbèches).
C'est à l'issue des guerres balkaniques, en 1913, que la Macédoine-Occidentale est rattachée à la Grèce. À partir de 1923, après les échanges de populations avec la Turquie, rendus obligatoires par le traité de Lausanne, des Grecs d'Anatolie, appelés « Micrasiates », vinrent grossir les rangs des Grecs locaux.
Pendant l'Occupation, le Sud de la Macédoine-Occidentale fut d'abord administré par les troupes italiennes, puis, à partir d'octobre 1943, allemandes (comme le reste de la région). Mais dès l'automne 1944 elle fut libérée, au prix de durs combats, par l'EAM (résistance grecque), et se trouva partiellement en zone sous contrôle de l'ELAS (armée communiste) jusqu'en 1949, à l'issue de la guerre civile grecque. Après ces guerres, la Macédoine-Occidentale, exsangue au sens figuré et propre du mot (toutes les familles perdirent des membres) et partiellement dépeuplée, resta longtemps isolée et à l'écart du développement et du tourisme, très rurale et pastorale jusque dans les années 1970. C'est la modernisation de la route Igoumenitsa-Thessalonique et l'augmentation des échanges qui la firent sortir de son isolement ; sur le plan touristique, la région bénéficie de la diversification de la demande, où le « tourisme vert » vient, en Grèce, s'ajouter au tourisme historique ou maritime. Toutefois, la crise financière des années 2010, due à la dérégulation mondiale et aux endettements de la Grèce, en partie consécutifs aux Jeux olympiques de 2004, frappe durement l'économie de la région, où la diminution de l'agriculture de proximité et le développement de l'agro-industrie ont nécessité de lourds investissements qui sont encore loin d'être amortis, la qualité des sols et la productivité n'étant pas équivalentes à ce que l'on peut observer et obtenir en Basse-Saxe, en Flandre ou en Normandie. Sur le plan des transports, le ferroviaire a été en partie abandonné au profit de la route, notamment entre Amyntée et Kozani.